# 巴川省

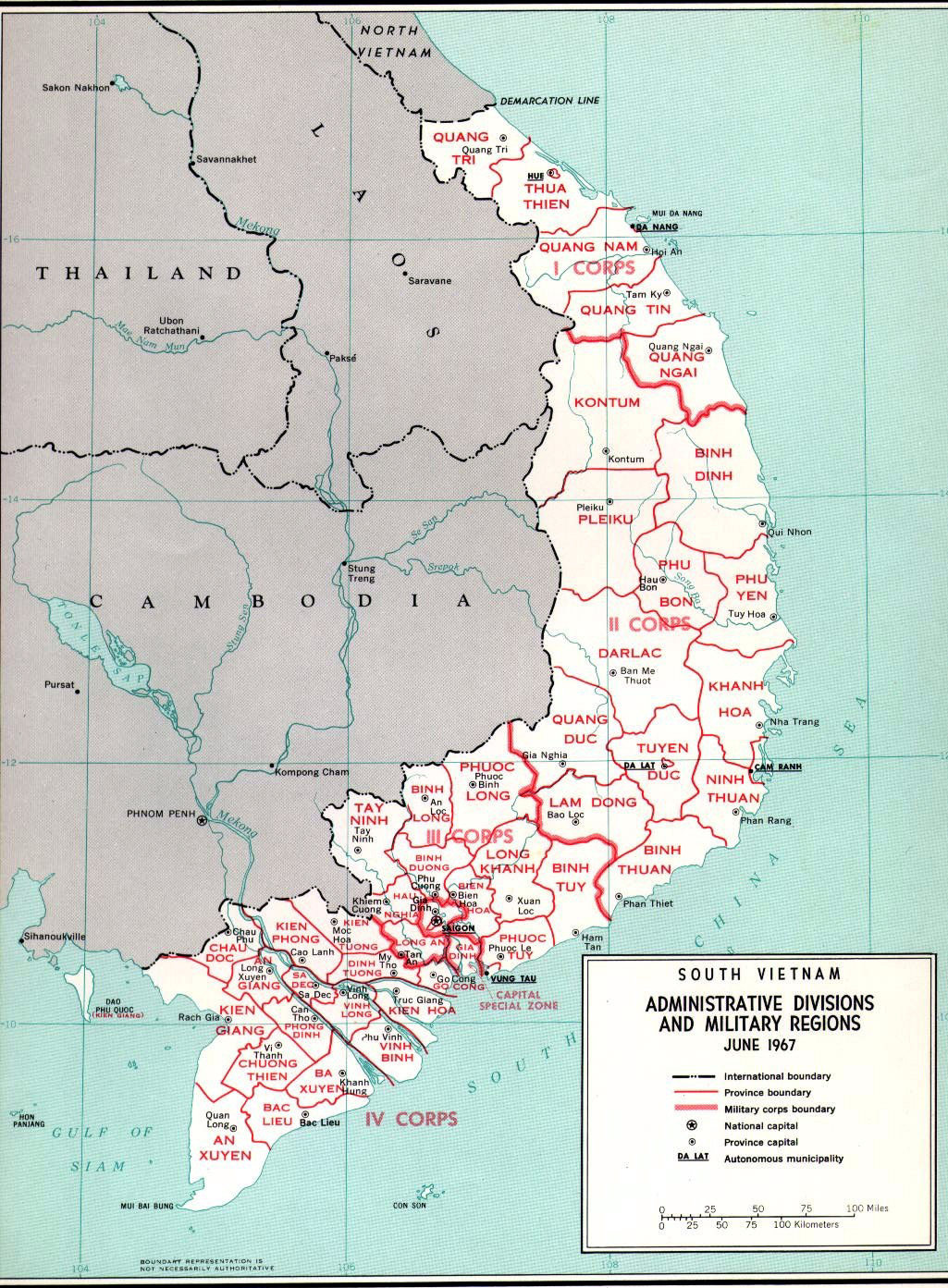
1967年的地圖顯示了越南共和國巴川省的省界

巴川省（越南语：／）是越南曾經設立的一個省。該省占地面積2,684平方公里，毗鄰豐盈省、永隆省、永平省、薄寮省、彰善省。
1975年11月，越南南方共和國臨時革命政府將巴川省並入朔庄省。

## 行政區劃
1970年，巴川省下轄8郡。
- 計冊郡
- 順和郡
- 隆富郡
- 美川郡
- 盛治郡
- 歷會上郡
- 我𠄼郡
- 和秀郡